# 天書 (小說)
《天書》是一本由科幻小說家倪匡所寫的作品，在衛斯理系列中編號第43，是《奇門》的續集。《天書》首度刊登於1978年12月26日的《明報》副刊之中，並在翌年4月10日登出全文。1987年，該小說成書出版。
本小說以一顆紅寶石戒指作為故事的開端，以十年前在《奇門》故事中的小女孩姬娜作為兩個故事之間的串連，故事以愛因斯坦相對論中的鏡像宇宙為主題，講述一本天書的由來以及四柱八字的由來，並且提及到宿命論。與《叢林之神》相同，作者認為人類能夠預知將來，並不一定是件好事，反而會帶來長期的痛苦。

## 故事大綱

### 稀世紅寶石變成花崗岩
剛從歐洲回來的衛斯理和白素在檢查當兩人不在家時所收到的信息。當中，有一份來自荷蘭的一家公司—阿姆斯特丹極峰珠寶鑽石公司的電報和信件，內容指一位叫姬娜的女性向該公司出售一顆重量達七克拉的紅寶石戒指，公司的職員認為這紅寶石極為珍貴，但歷史上卻沒有任何記錄描述紅寶石的出處，極峰珠寶公司的經理連倫從姬娜口中得悉，紅寶石是由衛斯理在十年前，於奇門故事中，在墨西哥送給她的（詳細見《奇門》一書），因此希望衛斯理能給予有關紅寶石的資料。

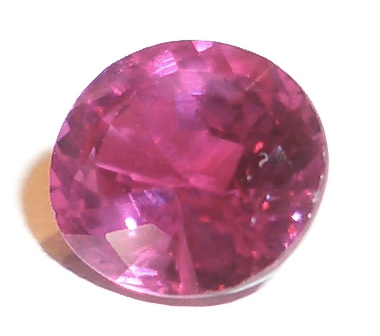
故事牽涉到一顆
紅寶石

為此，衛斯理大感煩惱，因為紅寶石的主人本來是來自外星的米倫太太，故此，他只從電話中向極峰公司的職員連倫講解了事實的部份。而在此時，衛斯理最有興趣想知道的是為何姬娜會賣掉該使人著迷的戒指，並打電話到她所居住的酒店中查問一下，但在這時，她已經離開了酒店。翌日，極峰公司的員工連倫和自稱為警官的祖斯基告訴衛斯理賣家姬娜連同她的紅寶石戒指一同失蹤。衛斯理認為事態嚴重，於是親自來到阿姆斯特丹尋找姬娜的下落。

### 意外的真相
來到目的地後，祖斯基向衛斯理表示他並非警官，而是極峰公司的保安主任；紅寶石也一直在極峰公司的手中，兩人誤導衛斯理的原因是可以迫使衛斯理親自來到阿姆斯特丹，為他們解答一個問題：那顆紅寶石為何在某一天變得毫無光澤，而且成了實心的花崗石 。起初，衛斯理認為那顆紅寶石，有可能被調了包，但連倫與祖斯基兩人用幻燈片把紅寶石和花崗石塊的照片放大後，均發現了一條黑絲線在戒指托和兩者之中，因此排除了這個可能性。為此，衛斯理以寶石的原價買下了這石塊，以彌補極峰珠寶公司的損失。其後，祖斯基向衛斯理表示，願意一同了解這事的真相。兩人發現了紅寶石賣家，一個墨西哥美女姬娜，來歷成謎，之前她從南美洲法屬圭亞那來到巴西的里約熱內盧，再由此地搭乘飛機到達巴黎，最後抵達荷蘭的阿姆斯特丹。同時，又發現在這之前，她曾失蹤了十年之多。而且她失蹤時，只是十二歲。這也使十年前在《奇門》故事中認識她的衛斯理大感意外。

### 神秘的美女
衛斯理對此事大感興趣，於是邀請白素一同參與調查。兩人一同前往法國。這時，白素向其提及到收到一份寫有大量符號的文稿，寄件人正是姬娜。衛斯理和白素對這些「文字」和姬娜的行蹤大感奇怪，於是先去巴黎，並借退休警員尚塞叔叔的查探。得悉她從巴西里約熱內盧的一個有百年歷史的戶口中提出大量金錢。價值等值的黃金。這個神祕戶頭的主人名字是亞倫，只有名字沒有姓氏，而且是百年前的人。姬娜將黃金兑換成等值的法郎，再把錢匯到法國的銀行。以供她在巴黎時使用。其後，她又到當地的殯儀館查問保存屍體的方法，並以一大堆的符號作為記錄。

### 四十年前的探險隊事蹟
為了進一步了解，衛斯理和白素到訪里約熱內盧。在飛行途中，他們從空中小姐口中發現了姬娜在飛機上寫著這些像符號的文字，但她卻不了解當中的內容大意。她说这些文字來自法屬圭亞那的一個叫帕修斯的村落。在里約熱內盧銀行副經理得知更多有關姬娜戶口資料，衛斯理和白素知道這些線索後便即從里約熱內盧飛往帕修斯。在這殘舊超載的飛機上，他們看到一位六十歲左右的神父手中拿著一張活像姬娜所寫的「文字」的書籤。神父告訴兩人，書籤是他在多年前與知名探險家倫蓬尼在帕修斯时，一位從天而降的「上帝使者」給予他們的。其後，兩人又從雜貨店店長頗普口中得悉姬娜並非住在村中的房子之中，以及不時向他購買一些化學製劑及醫療用品。

### 深夜出現的精靈隱兒
根據雜貨店老闆頗普所言。姬娜每隔一月。當天深夜都會出現。憑藉這點，衛斯理和白素更確定她的失蹤及不明的「文字」和外星人有一定的關係。于是，衛斯理夫婦认为：神父所指的「上帝的使者」就是那外星人，姬娜和「上帝的使者」同居十年，但最近「使者」逝世了，所以姬娜要四處尋找方法，以保存他的屍體。於是二人到神父提及的地方去找尋外星人的居所—太空船，但一無所獲，兩人便返回頗普的店鋪，在雜貨店中等待姬娜，准备問她寄給二人的文稿是什麼意思，及她是否保存了一具外星人的屍體。。

### 意外鑄成大錯
某天深夜晚上，姬娜駕著機動飛車來到雜貨店，但卻被衛斯理的過度焦急嚇跑，而慌張地駕駛飛車逃走，趁著機動飛車上升時，衛斯理猛然躍起，抓住飛車的尾端，一支伸長排氣管部份，意外被飛車帶到原始森林上空，半天吊在樹上。翌日早上，姬娜駕駛飛車尋找衛斯理，降落時卻發生了意外，使飛車爆炸，而她也因此離世。在姬娜死前的數十秒，她向衛斯理表示自己一直和「那位外星人」住在西南面。隨後，衛斯理借助飛碟內置無線電向白素求助，且為了尋找外星人的太空船，衛斯理用飛車上拆下的金屬板子，拖著姬娜屍體，一直向西南方叢林深處走去。此時衛斯理赫然發現，姬娜在法國巴黎四處尋找殯葬專家詢問屍體保存方法的原因。因為她早已預知自己的死期，而她想要保存的屍體，就是她自己。

### 米倫太太的夥伴
十三天後，衛斯理成功和白素會合，並發現了其中一座山上有一個改造過的山洞。而這特別的山洞正是外星人和姬娜的居所，在洞內兩人見到一台高科技的電腦和一位動彈不得的外星人，但外貌卻和地球人相同，這確定了他和米倫太太是來自同一星球。為了解開兩人對姬娜及米倫太太的來到地球的原因，兩人從「那外星人」入手。外星人先告訴衛斯理和白素，他們（另一平行宇宙的地球人）的科技「在一萬多年後早已發生」，但二人大為費解。隨後，「那外星人」又提到他們本是進行一場任務：探索宇宙的邊界，但由於出發時間不同的原因，米倫太太等人在四千年前、一百二十年前等不同時候到達地球，並以那紅寶石作接收信息的工具（實質上並非紅寶石，而是極似寶石的物件，也就因為這紅寶石可放出微波影響配戴者的腦部，使之察覺認知到「那外星人」身在何處。使姬娜獨自來到法屬圭亞那的帕修斯。使她為了照顧他留下來。以致失蹤了十年之久），但米倫太太等人均以为自己返回了他們的家鄉。

### 宇宙邊際的兩面鏡子造成無數宇宙
原來，米倫太太和「那位外星人」同樣地到達宇宙的邊緣，並穿過了無形的「鏡子」，返回了萬多年前的地球。在他們到達了的「地球」之中，即將發生的事，卻和他們出發前的地球一模一樣，使他們能「預知」未來，教懂了人類如星座、時辰八字等算命方法，更曾分別成為春秋時代的鬼谷子(王利)、唐代李虛中及現代愛因斯坦的啟蒙老師。他們並將一萬多年世界和各人的命運以姬娜所寫的文字記錄下來，而白素收到的文稿正是這份「天書」。同時，外星人又表示地球上所有人的命運是注定的，而且都不會百份百的相同，因為出生時間有百份之一秒的差異命運已不同。最後，那重傷的外星人因無藥可救，死於器官衰竭並引爆山洞，山洞內的所有就此消失。

## 相關物件

### 紅寶石
姬娜手中的紅寶石戒指是來自米倫太太的，但後來由於米倫太太客死異鄉，於是衛斯理將它交給了當時十歲左右的姬娜。十多年後，姬娜把寶石賣走，極峰公司卻發現寶石忽然變成一塊平凡的花崗石。
然而，這紅寶石其實是一個如米倫太太等外星人所使用的「超微波接收擴大儀」，是供他們互相通訊，當它的微波耗盡時，則會沒有任何光澤。那就是為何姬娜會由墨西哥來到圭那亞及連倫和祖基斯手中的「紅寶石」突然變質。

### 天書
太空船中的那人利用腦波影響姬娜的腦部，利用她的手寫的稿子，以靈視(自動書寫)的方式，寫下他們(另一個平行宇宙的地球人)的文字，匯集成了一本書，即姬娜寄給衛斯理和白素的稿子，姬娜的確不懂上面的文字，因為是「那位外星人」利用「超微波接收擴大儀」要她記下來的。而當中的文字都是「預言」地球和當中的所有人的命運。其後，衛斯理借助「那外星人」的電腦閱讀其內容，但卻因白素反對而把它燒掉，天書從此不再出現。

### 宇宙邊界的「鏡」
衛斯理和那人認為，由於愛因斯坦提出的廣義相對論中的『宇宙大爆炸理論』(big bang)和『鏡像宇宙理論』，宇宙尚在膨脹中。宇宙邊緣的『鏡子』(存在於一個黑色的星雲上)，米倫太太和「那位外星人」也是由於通過它，而進入了鏡子的另一面，無數的平行宇宙之一，在這一面鏡像宇宙中的地球，比他們的地球歷史少了一萬多年左右。衛斯理、白素和「那外星人」均認為宇宙有邊緣，反射的鏡子也可能有無限面，所有因為光速延遲產生的鏡像(時間延遲或超前)當中的地球，有的時間上先進一萬多年、有的少一萬多年，也有的同步發展(平行宇宙)。理論上來說，如果有人運動的速度能到達光速，甚至快過光速的話，那他就會看見很多平行世界的入口(會有很多窗戶出現在他面前可以供他選擇)，這就是量子論，未來是分歧的，有多種選擇。

### 鏡像宇宙理論
愛因斯坦的相對論中提出一個很有趣的理論，如果以大爆炸膨脹的宇宙邊緣是一面鏡子，假設太空船以光速前進，那到達宇宙邊緣時，太空船會折返或是往前進?理論上來說，以光速前進的太空船，會在到達膨脹宇宙的邊緣時，因為快不過光速而折返，並在延遲的時間中前進，也就是說，太空船進入了另一個時間延遲的空間(鏡像宇宙)。理論上來說，如果有人運動的速度能到達光速，甚至快過光速的話，那他就會看見很多平行世界的入口。此時會有很多平行的窗戶出現在他面前可以供他選擇。這也意味著時間是不可逆的。雖然過去是單行道，我們的未來是分歧的，有多種選擇，一種選擇代表一種人生。這就是量子論。故事中每個太空船到達宇宙邊緣後折返的周期是六十年為一個單位。依序是一百二十年，二百四十年，一千兩百年，甚至兩千四百年。比光速更快的只有無線電波。不過這個理論，事實上也可以在地球上成立，比光速更快的只有無線電波，如果有人能發明高頻率(代表高能量)並且波長夠長的電波，或許我們可以穿越時空跟古人通訊。

## 相關人物
- 衛斯理

書中主角，他因為姬娜的事而來到荷蘭。其後認為姬娜的失蹤、紅寶石和米倫太太有一定關係，於是和白素一同解決上述謎團。在故事中，他曾在南美洲法屬圭亞那的森林中，與外界失去聯絡。
- 祖斯基

極峰公司的保安主任，他與連倫合作，假稱姬娜連同昂貴的「紅寶石」戒指離開酒店，使衛斯理不得不來荷蘭，以協助他們了解「紅寶石」變質之謎。對於此事，祖斯基認為「紅寶石」變質是超出人類的科學常識，因此在荷蘭時與衛斯理一同調查此事。
- 連倫

對寶石有專業認識。也是在極峰公司工作的員工。他和祖斯基也一致認為「紅寶石」在某天變質。並不可能是姬娜做的事。
- 神父

本為法國南部鄉村的地理教師，四十年前隨探險家倫蓬尼來到帕修斯時見到「上帝的使者」從天而降，向他們說了一堆兩人聽不懂的語言及給予了他們書籤。就此，他成為了一位神父，由於他不喜歡人們知道他的名字，因此，衛斯理和白素一直都只稱他為「神父」。
- 頗普

一位法屬圭亞那帕修斯雜貨商店店主，姬娜經常凌晨來購物。認為她是當地印地安精靈隱兒。。後來，他感到自己出賣了姬娜而遷離帕修斯。
- 尚塞叔叔

法國退休警員，白素的友人，他查出了姬娜曾找殯儀專家請教保存屍體的方法和用符號作記錄，讓衛斯理夫婦在追查姬娜行動上，得到極大的線索。
- 莫勒

有名的荷蘭警官，是世界十大優秀警官之一，曾破眾多宗大案，他發現了姬娜是用假的護照成功入境。對於「紅寶石」變質事件中，他顯得一籌莫展。
- 白素

衛斯理太太，與衛斯理一同進入山洞探險發現一艘太空船。善於說話的她，使「那外星人」樂於回答兩人心中的謎團。
- 姬娜

墨西哥少女，年約二十五歲左右，極為美麗，兩位待應就曾為了爭奪她的相片而動手。在她十多歲時，由於她手中的「紅寶石」召喚她到圭亞那，令她十年來不知所終，並與「那位外星人」成為了好友，卻由於她從這好友中得悉自己死於非命，於是漸漸與他反目。因此，她把「紅寶石」賣走，並向殯儀專家查問保存屍體的方法和買下化學用品。
- 「那外星人」

從他口中，兩人知道他是六批外星人當中，最遲來到地球的一位，而他的同伴中，最早到達地球的是在4000年前的楊安，他所接觸的第一個地球人是王利(鬼谷子)，王利在中國河南進行預言，後人稱他『鬼谷子』，也是孫臏和龐涓的老師；在三千年後，來自同一星球的賓魯達，教懂了中國人李虛中利用出生時辰的四柱八字計算命運。並由那人口中知道天書的由來。地球人的命運，不會全然一樣，以及無法改變，作品中一直沒有提及到他的名字，作者只叫他做那人。來自另一個地球的他因為背部受傷而無法返回家鄉，他以幻燈照片向衛斯理和白素介紹了平行宇宙間的鏡子，他認為宇宙的邊緣是一面鏡子，在所有平行宇宙中，所有發生的事情都完全一樣，只是時間有先後之別，這個論點可說是決定論與宿命論—所有的人類命運早已定下。

## 犯駁之處
根據《奇門》的結局，姬娜的母親基度太太被劫殺後，姬娜才失蹤的。可是在《天書》的第三部中，衛斯理翻查有關調查姬娜的文件時，卻提及「姬娜自那一年失蹤之後，她的母親曾盡了一切努力尋找」。

## 廣播劇
- 香港商業電台以粵語於1987年星期一至五，每日下午三時正首播《天書》廣播劇，合共15集。為商台衛斯理廣播劇系列第二十個故事。
  - 監製：金貴
  - 改編：唐寧
  - 配音
    - 朱子聰 飾演 衛斯理
    - 錢佩卿 飾演 白素
    - 莫佩雯 飾演 姬娜·基度
    - 陳森 　飾演 那外星人
    - 盧雄 　飾演 連倫
    - 陳永信 飾演 祖斯基
    - 甄錦華 飾演 莫勒
    - 李錦　 飾演 尚叔叔（原著為尚塞叔叔）
    - 金貴 　飾演 神父
    - 甄錦華 飾演 莊遜（雜貨舖老闆，原著為頗普）
    - 蔡齡齡 飾演 電話接綫生
    - 楊廣培 飾演 銀行副經理
    - 陳慕賢 飾演 空中小姐(第5集)/女侍(第6集)
    - 吳忠泰 飾演 侍者(第6集)/比魯業餘無線電通訊者(第10集)
    - 李錦　 飾演 聖保羅市業餘無線電通訊者

## 電視劇
- 新加坡電視台於1998年播放《衛斯理傳奇》的《天書》，是華人地區之中首個以現代作背景的衛斯理系列電視劇。
  - 陶大宇 飾演 衛斯理
  - 鄭惠玉 飾演 白素

## 相關書目
- 《奇門》

## 資料來源
以下內容以香港明窗出版社作準：
1. ↑  .   [2012-02-20]. （原始内容存档于2012-04-05）.
2. ↑  天書 – 第一部 – P.2-4
3. ↑  天書 – 第一部 – P.9
4. ↑  天書 – 第一部 – P.11-14
5. ↑  天書 – 第一部 – P.19-20
6. ↑  天書 – 第二部 – P.21
7. ↑  天書 – 第二部 – P.25-28
8. ↑  天書 – 第二部 – P.30-31
9. ↑  天書 – 第二部 – P.32-39
10. ↑  天書 – 第三部 – P.51-52
11. ↑  天書 – 第三部 – P.55-58
12. ↑  天書 – 第四部 – P.79
13. ↑  天書 – 第四部 – P.65-70
14. ↑  天書 – 第四部 – P.74-75
15. ↑  天書 – 第五部 – P.97-108
16. ↑  天書 – 第七部 – P.155
17. ↑  天書 – 第八部 – P.175
18. 1 2  天書 – 第十部 – P.206-229
19. 1 2 3  天書 – 第十一部 – P.230-257
20. 1 2 3 4  天書 – 第十二部 – P.258-282
21. ↑  天書 – 第三部 – P.45-54
22. ↑  天書 – 第五部 – P.111
23. ↑  天書 – 第六部 – P.114
24. ↑  天書 – 第三部 – P.48-53
25. ↑  天書 – 第十部 – P.210-213
26. ↑  天書 – 第十部 – P.233-235

| 前任者： 042 迷藏 | 衛斯理系列（按編號） 043                               | 繼任者： 044 玩具 |
| 前任者： 迷藏     | 衛斯理系列（按連載時序） 1978年12月26日至1979年4月10日 | 繼任者： 木炭     |